# Kostas Salapasidis
Kostas Salapasidis (Melbourne, 1º luglio 1978) è un ex calciatore australiano, di origine greca, di ruolo attaccante.

## Carriera

### Club
Dopo aver iniziato in patria, gioca in Spagna, Svizzera e Grecia, concludendo la sua breve carriera professionistica in Australia, nel 2005.

### Nazionale
Gioca il Mondiale Under-20 del 1997 realizzando una quadripletta all'Argentina di Riquelme (3-4).